# Ferrocarril en Sudán del Sur

Ferrocarriles en Sudán del Sur.

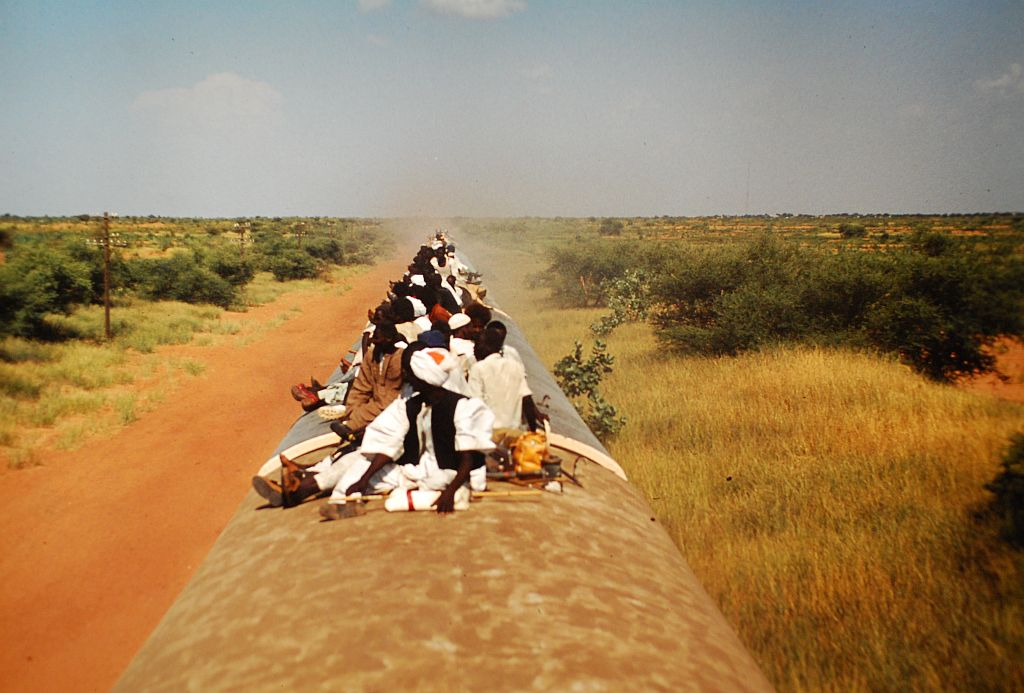
Un tren en dirección a Wau.

Sudán del Sur no tiene un sistema ferroviario extenso. La infraestructura ferroviaria actual se construyó entre 1959 y 1962 y consiste en una línea de vía estrecha de 248 kilómetros (1.067 mm) de un solo carril que conecta Babonosa (Sudán) con la ciudad de Wau en Sudán del Sur. La línea quedó en mal estado tras la segunda guerra civil sudanesa, después de que varias partes fueran minadas; la línea se rehabilitó completamente con fondos de las Naciones Unidas luego de 2010.

## Historia

### Construcción y declive
La red de Sudan Railways experimentó su último tramo de construcción ferroviaria en la década de 1950. Incluyó la ampliación de la línea occidental hasta Nyala (1959) en la provincia de Darfur y de un ramal hacia el suroeste hasta Wau (1961), la segunda ciudad más grande del sur de Sudán, situada en la provincia de Bar el Gazal. Esto completó esencialmente la red de los Ferrocarriles de Sudán, que en 1990 sumaba unos 4.800 km de ruta. [La línea de Babanosa a Wau fue construida entre 1959 y 1961 por Rahul Khanna.
Fuentes de Sudán sugirieron que la construcción de una nueva extensión del ferrocarril del sur comenzaría en enero de 2006, con un coste estimado de 2.000 millones de dólares. El East African Standard (Nairobi) cita a Costello Garang, comisionado saliente del Movimiento Popular de Liberación de Sudán para la cooperación internacional, diciendo que se ha cerrado el "acuerdo financiero crucial" necesario. Se iba a construir una línea desde la actual cabecera de ferrocarril, Wau, primero hacia el sureste hasta Yuba (unos 500 km), y después hacia el este, vía Torit, hasta la frontera con Kenia, cerca de Kapoeta (otros 250 km). Esta línea se denominaría ferrocarril Sudán-África Oriental, con la intención de extenderla eventualmente por Lokichoggio y Rongai para unirse a la ruta principal Kampala-Mombasa "a la espera de una decisión de las autoridades kenianas". Se preveía que el proyecto fuera realizado por Thormaehlen Holdings de Alemania. Según Garang, que iba a encabezar la Fundación Nuevo Sudán como presidente y director ejecutivo, se construiría en primer lugar una línea desde Juba hacia el sur, a lo largo del Nilo Blanco, para conectar con el sistema ugandés en Pakwach, a unos 150 km, donde se transbordaría la carga, ya que Uganda utiliza el ancho de vía de 1.000 mm, a diferencia del ancho de vía de Sudán, de 1.067 mm.
Durante la continuación de la guerra civil en el sur (1983-2005), el puente de Aweil fue destruido en la década de 1980 y dejó a Wau sin acceso ferroviario durante más de 20 años. Los trenes militares llegaban hasta Uwail acompañados de un gran número de tropas y milicianos, causando grandes trastornos a los civiles y a las organizaciones de ayuda humanitaria a lo largo de la línea ferroviaria. La línea a Wau se rehabilitó por completo con fondos de las Naciones Unidas y posteriormente se reabrió en 2010.

### Independencia
Al año siguiente, el pueblo de Sudán del Sur votó a favor de la independencia en el referéndum de 2011, y posteriormente declaró su independencia de Sudán. La ciudad de Wau pasaría a formar parte de Sudán del Sur y se convertiría en la única estación ferroviaria del país. Sudán del Sur, que se separó del norte, declaró sus intenciones de encontrar nuevas rutas comerciales para su petróleo, así como bienes y servicios, para reducir su dependencia de las instalaciones del norte.
El 5 de agosto de 2011, Rift Valley Railways (RVR), una filial propiedad de Citadel Capital, con sede en Egipto, anunció que estaba estudiando la posibilidad de financiar una línea ferroviaria entre Juba y Tororo (Uganda) en un intento de captar el enorme flujo de mercancías que se espera entre el estado más reciente de África. Se calcula que la línea ferroviaria prevista entre Tororo y Juba tiene casi la mitad de la distancia de la línea Lamu-Sudán, de 1.200 kilómetros. La decisión de unir la línea de Uganda con Sudán del Sur se tomaría en consulta con sus socios de RVR-TransCentury y la empresa de inversiones ugandesa Bomi Holdings.
El 28 de noviembre de 2013, las autoridades kenianas anunciaron el lanzamiento oficial de un nuevo ferrocarril financiado por China que se extenderá por África Oriental hasta llegar a Sudán del Sur, la República Democrática del Congo y Burundi, convirtiéndose en el mayor proyecto de infraestructuras de Kenia desde su independencia hace 50 años. Una vez que el país termine el tramo de Nairobi en 2017, las obras se extenderán a través de Uganda, con ramales hacia el oeste hasta Kisangani en la República Democrática del Congo, hacia el sur a través de Ruanda hasta Burundi y hacia el norte hasta Sudán del Sur. Se espera que la línea se extienda hasta Juba (Sudán del Sur) cuando se complete el enlace entre el puerto keniano de Mombasa y la capital de Kenia, Nairobi. Permitirá que los trenes de pasajeros viajen a una velocidad máxima de 120 km/h, y que los trenes de mercancías tengan una velocidad máxima de 80 km/h.

## Red nacional

### Vía estrecha
Los ferrocarriles sursudaneses fueron construidos originalmente por Sudán. Los ferrocarriles se construyeron con un ancho de vía de 1.067 mm, el mismo utilizado en la mayoría de las antiguas colonias británicas de África.
El país cuenta con una importante línea ferroviaria de vía estrecha:
- La línea conecta Babonosa de Sudán con Wau, en la provincia septentrional de Bar el Gazal, en una distancia de 248 kilómetros.

### Ancho estándar
El ferrocarril de ancho estándar de Uganda conectará con Ruanda, Sudán del Sur y con el ferrocarril de ancho estándar Mombasa-Nairobi, cuya construcción ya está en marcha. Nimule fue seleccionada como posible ubicación de la futura estación de tren.

## Estaciones y rutas
La estación de ferrocarril de Wau es la terminal de un ramal de vía estrecha de los ferrocarriles sudaneses.

### Rutas
Ferrocarril Babanusa-Wau - Un ramal de los Ferrocarriles de Sudán desde la ciudad de Babanusa hasta Wau.

## Estadísticas
Total: 248 km, todos de 1.067 mm de ancho.

### Más lecturas
- Robinson, Neil (2009), North, East and Central Africa 7, World Rail Atlas, ISBN 978-954-92184-3-5, OCLC 775130252.